# Marquesado de Oró
El marquesado de Oró es un título nobiliario español, otorgado el 23 de junio de 2003 por el rey Juan Carlos I de España en favor de Joan Oró Florensa, científico e investigador bioquímico nacido en Lérida. Oró dedicó su vida a investigar el origen de la vida. Conocido por su frase «somos polvo de estrellas», compartía una profunda identificación con el poema «Cant Espiritual», de Joan Maragall, el cual recitó antes de su fallecimiento.

## Denominación
La denominación de la dignidad nobiliaria refiere al apellido paterno, por lo que fue universalmente conocida la persona a la que se le otorgó dicha merced nobiliaria.

## Armas
De merced nueva. El escudo de armas del Marqués de Oró se describe, según la terminología precisa de la heráldica, por el siguiente blasón: 

Partido: 1.º de oro, un monte de sinople moviente de la punta; 2.º de azur, diagrama estructural de la molécula de adenina, con los 5 átomos de hidrógeno, los 5 de nitrógeno y los 5 de carbono, de plata, y los enlaces atómicos de sable; el jefe general de gules, con un sol de oro acostado de 4 estrellas de plata.

Según Armand de Fluvià, certificador del escudo, los cuerpos estelares del jefe hacen referencia a la relación de Joan Oró Florensa con la N.A.S.A., donde colaboró en varios proyectos. El diagrama estructural de la molécula de adenina (ó 6-aminopurina) aparece en el escudo de armas por ser el descubridor de un proceso para su síntesis química a partir del ácido cianhídrico, en 1959.

## Marqueses de Oró
|                            | Titular                    | Periodo                    |                            |
| Creación por Juan Carlos I | Creación por Juan Carlos I | Creación por Juan Carlos I | Creación por Juan Carlos I |
| -------------------------- | -------------------------- | -------------------------- | -------------------------- |
| I                          | Joan Oró Florensa          | 2003-2004                  |                            |
| II                         | María Elena Oró Forteza    | 2004-actual titular        |                            |

## Historia de los marqueses de Oró
- Joan Oró Florensa (Lérida, 1923-2004), I marqués de Oró, científico e investigador bioquímico.

Casó en primeras nupcias con Francesca Forteza ..., de quién tuvo una hija e tres hijos, María Elena, Joan, Jaume y David Oró y Forteza, y casó en segundas nupcias con Antonieta Vilajoliu ..., de quien no hubo descendencia. Le sucedió su hija:
- María Elena Oró y Forteza, II marquesa de Oró.